# Oxydesmus medius
Oxydesmus medius är en mångfotingart som beskrevs av Cook 1896. Oxydesmus medius ingår i släktet Oxydesmus och familjen Oxydesmidae. Inga underarter finns listade i Catalogue of Life.